# 음력 6월 10일
음력 6월 10일은 음력 6월의 10번째 날이다.

## 사건
- 1542년 - 조선 중종 37년, 왜은 3냥을 베 2필 값으로 교역하게 하다.
- 1638년 - 조선 인조 16년, 함경도 경성(鏡城)에서 전염병으로 900여 명이 사망하다.
- 1712년 - 조선 숙종 38년, 접반사 박권(朴權)이 백두산 정계의 일을 보고하다.
- 1728년 - 조선 영조 4년, 경상도 곤양군(昆陽郡)의 흉서 사건 관련자 이명근(李命根)·김처삼(金處三) 등 처벌하다.

## 문화
- 923년 - 고려 태조 6년, 윤질(尹質)이 후량에 사신으로 갔다가 돌아오면서 오백나한(五百羅漢)의 화상(畵像)을 바치자 왕이 명하여 해주(海州) 숭산사(崇山寺)에 두게 하였다.
- 1989년 - 롯데월드 어드벤처 개장.

## 탄생
- 간겐1년（율리우스력 1243년 6월 28일 - 제89대 일본 천황, 고후카쿠사 천황 (+ 1304년)
- 간에이5년（그레고리력 1628년 7월 11일 - 제2대 미토번주 (미토 코몬), 도쿠가와 미쓰쿠니 (+ 1701년)
- 1966년 - 대한민국의 성우 최덕희.
- 1994년
  - 미국의 가수 BC (원팀).
  - 대한민국의 배우 이유미.
  - 대한민국의 양궁 선수 김종호.

## 사망
- 분큐3년（그레고리력 1863년7월 25일） - 일본 무사이자 의사, 난학자 오가타 고안.

## 같이 보기
- 음력 360일: 1월 2월 3월 4월 5월 6월 7월 8월 9월 10월 11월 12월
- 전날:6월 9일 다음날:6월 11일 - 전달:5월 10일 다음달:7월 10일
- 양력:6월 10일
- 음력, 윤달